# 交響曲第3番 (吉松隆)
交響曲第3番 作品75は、吉松隆が1998年に作曲した交響曲。

## 作曲の経緯
交響曲第2番『地球にて』を完成した1991年から構想が練られたが、同曲の完成から交響曲第3番を完成させるまでの約7年の間は、当時オーケストラが20分程度のコンパクトな長さの曲を好む傾向にあったため、吉松自身が日本で交響曲を書くことを諦めていた。しかし後日、レジデント契約を結んでいたシャンドスから「60分以上の曲でも良い」との連絡を受けたため、改めて交響曲の作曲を決意したという。なお、性格的には攻撃的な男神を表現しており、可憐で女神的なものを表現したピアノ協奏曲『メモ・フローラ』と対をなしている。吉松によれば、当初は5楽章からなる「アジア的な自然讃歌」を考えていたという。
作曲は1997年冬から1998年9月にかけて行われた。吉松は初演に際しパート譜の修正を入念に行い、1998年12月15日に藤岡幸夫指揮のBBCフィルハーモニックによってイギリスのマンチェスターBBCスタジオにて録音が行われた後、2000年5月25日に藤岡指揮・日本フィルハーモニー交響楽団の演奏で公開初演され、作品は藤岡に献呈された。 

## 楽曲構成
- 第1楽章 Allegro
- 第2楽章 Scherzo
ジャズやロック、アフリカやアジアの民族音楽などの様々なリズムの断片が挿入される[1]。
- 第3楽章 Adagio
2本のチェロが[1]BBCフィルの首席チェリスト、ピート(Peter Dixon)を意識した旋律を奏でる[2]。
- 第4楽章 Finale
第1 - 第3楽章のモチーフが随所に使用されている[1]。